# Mill Shoals
Mill Shoals é uma vila localizada no estado americano de Illinois, no Condado de Wayne e Condado de White.

## Demografia
Segundo o censo americano de 2000, a sua população era de 235 habitantes.
Em 2006, foi estimada uma população de 232, um decréscimo de 3 (-1.3%).

## Geografia
De acordo com o United States Census Bureau tem uma área de
2,0 km², dos quais 2,0 km² cobertos por terra e 0,0 km² cobertos por água.

## Localidades na vizinhança
O diagrama seguinte representa as localidades num raio de 20 km ao redor de Mill Shoals.